# Dark Paradise
"Dark Paradise" é uma canção da cantora estadunidense Lana Del Rey, contida em seu segundo álbum de estúdio, intitulado Born to Die (2012). Foi composta por Del Rey e Rick Nowels, sendo produzida por Emile Haynie. Seu lançamento como single do disco ocorreu em 1 de março de 2013 pelas gravadoras Interscope e Polydor em alguns países europeus. De acordo com a Billboard, a canção é mais uma de suas declarações de amor eterno ao seu amante bad-boy. A instrumentação consiste no uso de bateria, piano e guitarra.
As críticas após o lançamento da música foram em geral positivas, onde a co-produção e a melodia foram enaltecidas. A faixa teve um desempenho moderado nas tabelas musicais, pelo fato do lançamento valer apenas para três países: Alemanha, Áustria e Suíça. A canção conseguiu desempenhar-se na Media Control AG, parada oficial da Alemanha, na quadragésima quinta posição. A canção passou cinco semanas no gráfico, saindo então na semana 24 de março de 2013. Ainda conquistou a quadragésima segunda e quadragésima oitava colocação na Áustria e Suíça, respectivamente. A faixa foi lançada na versão CD Single na Alemanha, também foi disponibilizada uma versão de rádio exclusiva neste país. "Dark Paradise" não estava presente na tracklist de suas turnês Born to Die Tour e Paradise Tour, no entanto, a cantora apresentou a canção pela primeira vez ao vivo no dia 6 de maio de 2013, em um concerto realizado na Roma, como parte da segunda turnê.

## Antecedentes

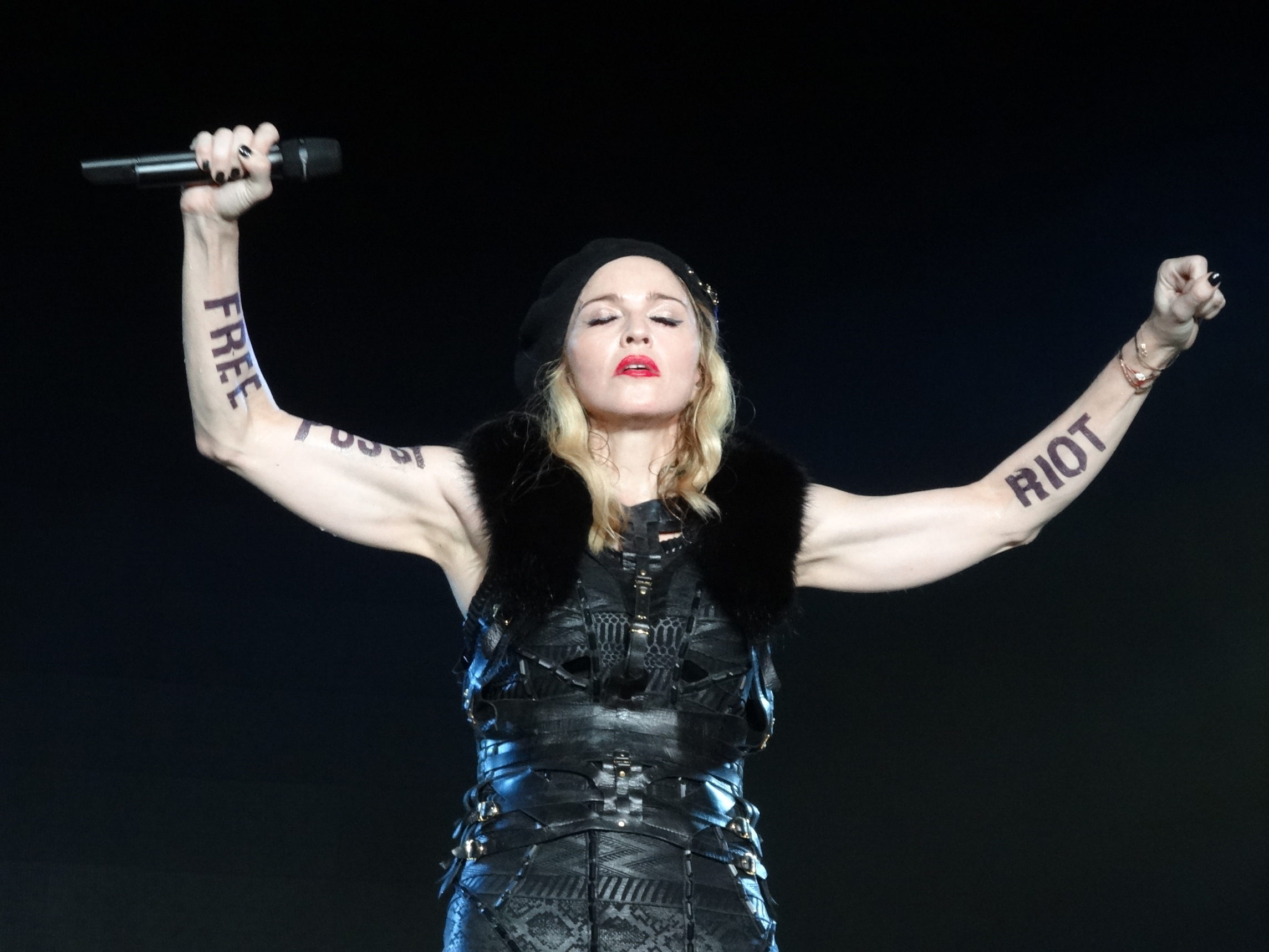
De acordo com a revista Billboard a melodia da canção lembra Madonna (foto) no final dos anos 80.

Mesmo antes da faixa ter sido lançada como o sexto single do álbum Born to Die, havia sido escrito no site da revista Billboard que: "Del Rey, mais uma vez declara seu amor eterno para seu amante bad-boy, e que a melodia da canção lembrava a Madonna no final dos anos 80". A cantora havia dito em entrevista que estava a trabalhar no vídeo da música, assim como no da faixa "Cola", que ela tinha afirmado que seria o próximo single sucedendo "Ride". No entanto, nenhum vídeo da canção foi divulgado pela cantora. Em 29 de janeiro de 2013, uma edição da música foi lançada para estações de rádios alemãs com um ritmo mais dinâmico e acelerado.
Logo depois foi anunciado que a obra serviria como o quinto single na Áustria e na Alemanha, e como sexto  na Suíça, o compacto veio a estar disponível para download digital nos três países no dia 1 de março de 2013, na Alemanha o compacto chegou a ser lançado em formato CD single. No dia 27 de março, a cantora surpreendeu seus fãs que esperavam o prometido videoclipe da música, quando postou um cover da faixa "Chelsea Hotel #2" presente no álbum New Skin for the Old Ceremony do cantor Leonard Cohen em sua conta no VEVO. Em uma entrevista realizada em 2012, o cantor britânico Tinie Tempah comentando sobre suas inspirações para seu novo álbum intitulado Demonstration, afirmou que estava escutando Lana Del Rey, especificamente a faixa "Dark Paradise".

## Composição
"Dark Paradise" foi composta por Lana Del Rey e Rick Nowels, sendo produzida por Emile Haynie. A canção deriva-se dos gêneros musicais pop e trip hop, e consiste no uso de bateria, piano e guitarra. De acordo com a partitura publicada pela Universal Music Publishing Group na página Musicnotes.com, a canção possui um metrônomo de 66 batidas por minuto e é composta na chave de dó sustenido menor. A canção inicia com os versos: "Todos os meus amigos dizem que eu deveria seguir em frente / Estou deitada no oceano, cantando sua música". Rob Harvilla do Spin mesmo sem definir especificamente, notou que há duas coisas de errada com o título da faixa. Bradley Stern do blog musical MuuMuse escreveu que "... um dos momentos de destaque do álbum, precisamente em "Dark Paradise", Lana se encontra em luto pela perda de um amor no mar: "Não há remédio para a memória / Seu rosto é como uma melodia, ele não vai sair da minha cabeça",  entretanto, no exterior gótico da música encontra-se um sentimento profundamente romântico, sugerindo que o amor supera todas as circunstâncias, até mesmo a morte: "Ninguém se compara a você / Estou com medo de que você não esteja esperando-me do outro lado", ela confessa sob batidas melancólicas."

## Recepção da crítica
A canção recebeu críticas mistas dos críticos. Em uma revisão faixa por faixa feita pela revista Billboard para o disco, a canção recebeu um comentário negativo, os escritores revelaram que "mesmo se 'Blue Jeans' ou 'Video Games' nunca tivessem existido, esta música seria apenas uma balada básica da Del Rey". Por outro lado, Randall Roberts do jornal Los Angeles Times nomeou-a entre as melhores faixas do álbum, juntamente com "Video Games" e "Summertime Sadness". Alex Denney da revista NME, comentou que "as faixas 'Dark Paradise' e 'Radio' são consistentes, mas ainda soam como 'Born to Die', recauchutadas com seus tambores impactantes e acompanhamentos de cordas. Ainda comentou que ela soa como escura, adorável, e um pouco brega. Amy Sciarretto do PopCrush escreveu que a música é uma das destaques do álbum, graças aos sintetizadores um pouco agressivos. Kyle Anderson da revista Entertainment Weekly classificou a canção como uma das melhores do álbum, ao lado de 'Video Games'.
Jaime Gill da BBC fez um comentário um pouco negativo referente a canção, escrevendo que "o álbum Born to Die não é perfeito, ele afunda um pouco no final, e a produção brilhante do trip-hop cresce cansativa em baixa amplitude melodramática como 'Dark Paradise'". Já Conrad Tao do Sputnikmusic escreveu que a canção é um pouco excelente, um pedaço cinematográfico lindo de sadcore que usa orgulhosamente o seu coração suicida em sua manga. Randall Roberts do jornal Los Angeles Time notou que em "Summertime Sadness" e "Dark Paradise" os produtores usaram o espaço sonoro com grande habilidade, ao contrário das outras faixas que estão no álbum. Alexis Petridis do jornal The Guardian escreveu em sua resenha que: "Há algo fácil sobre as melodias de 'Mountain Dew Diet' e 'Dark Paradise', elas simplesmente varrem o ouvinte junto com elas. A qualidade é elevada por toda parte, que é provavelmente o que se ganha quando você monta um bom time de co-autores" [...] terminou-a elogiando Rick Nowels.

## Faixas e formatos
A canção foi lançada em duas versões, a primeira sendo a versão do álbum com duração de três minutos e cinquenta e dois segundos, e a Radio Mix com quatro minutos e três segundos. Ainda foi disponibilizado uma edição misturada no amazon intitulada Parov Stelar Remix.
| Download digital |                                   |         |  |
| N.º              | Título                            | Duração |  |
| 1.               | "Dark Paradise" (versão do álbum) | 3:52    |  |
| 2.               | "Dark Paradise" (mix para rádio)  | 4:03    |  |

| Download digital de remix |                                      |         |  |
| N.º                       | Título                               | Duração |  |
| 1.                        | "Dark Paradise" (Parov Stelar Remix) | 4:21    |  |

## Desempenho nas tabelas musicais
"Dark Paradise" conseguiu desempenhar-se na Media Control AG, parada oficial da Alemanha, na quadragésima quinta posição. A canção passou cinco semanas no gráfico, saindo então na semana 24 de março de 2013. Na Áustria a canção conseguiu a quadragésima segunda colocação, passando apenas um semana na parada oficial, Ö3 Austria Top 40. Na Schweizer Hitparade, o compacto conquistou a posição de número 48, passando também apenas uma semana na tabela. Em 10 de maio de 213, a canção conquistou o número 5 na parada oficial da Polônia.
| Parada (2012)                 | Melhor posição |
| ----------------------------- | -------------- |
| Áustria - Ö3 Austria Top 40   | 43             |
| Alemanha - Media Control AG   | 45             |
| Suíça - Swiss Music Charts    | 48             |
| Polónia - Polish Music Charts | 5              |

## Histórico de lançamento
Mesmo com a reedição do Born to Die - The Paradise Edition que fez sua estréia a 9 de novembro de 2012, contendo 8 faixas exclusivas, a cantora decidiu lançar a canção "Dark Paradise" para download digital na Alemanha, Áustria e Suíça, servindo então como quinto single nos dois primeiros, sendo o sexto no último. Mais tarde aconteceu o lançamento em formato CD single na região alemã.
| País     | Data               | Formato          |
| -------- | ------------------ | ---------------- |
| Áustria  | 1 de Março de 2013 | Download digital |
| Alemanha | 1 de Março de 2013 | Download digital |
| Suíça    | 1 de Março de 2013 | Download digital |
| Alemanha | 1 de Março de 2013 | CD single        |